# Kızılören Hanı
Koordinaten: 37° 52′ 24,6″ N, 32° 4′ 35,1″ O
Der Kızılören Hanı ist eine seldschukische Karawanserei in der türkischen Provinz Konya in Anatolien. Er war eine der seldschukischen Karawanenstationen der Kesikbeli-Karawanenroute des 13. Jahrhunderts zwischen dem Zentrum der Rum-Seldschuken in Zentralanatolien, Konya, und den Hafenstädten Alanya und Antalya am Mittelmeer. Er war die dritte Karawanserei auf dieser Karawanenroute 44 km westnordwestlich von Konya und gehört zur Gruppe der Karawansereien mit offenem Innenhof und geschlossener Winterhalle.

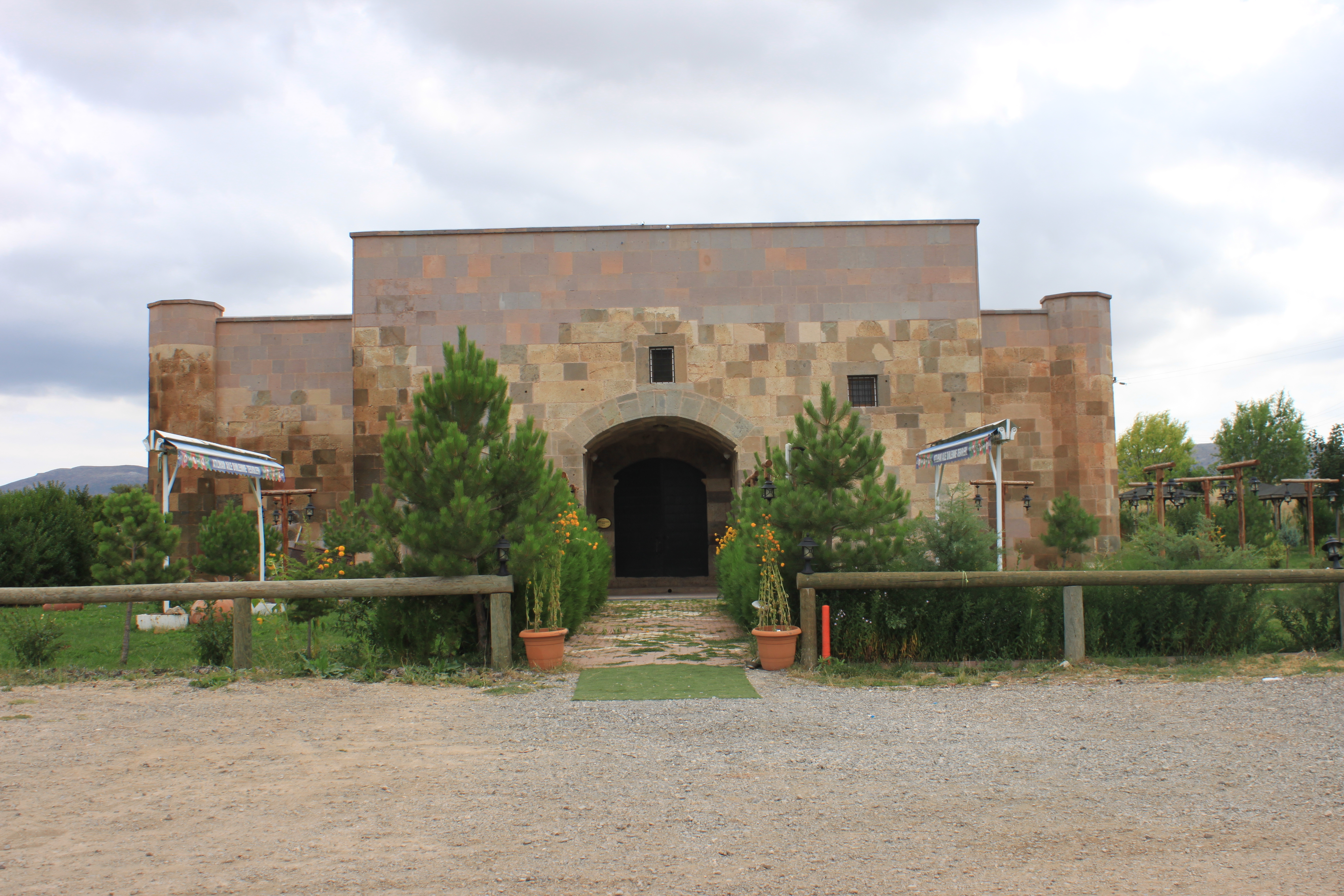
Die Frontseite des Kızılören Hanı

## Lage

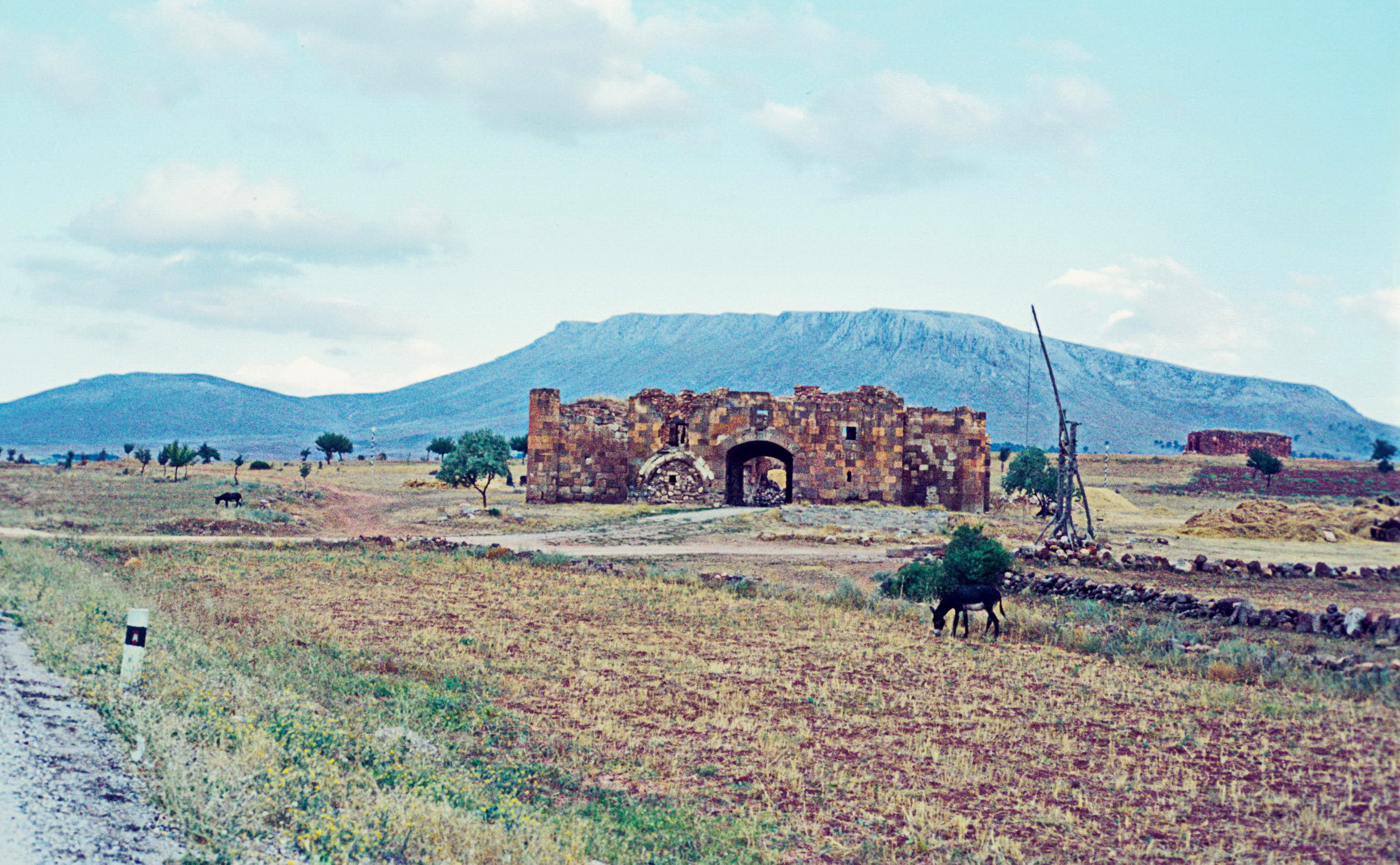
Kızılören Hanı 1972; Im Vordergrund steht die Karawanserei des Kızılören Hanı beim Dorf Kızılören südlich der Nationalstraße D330 zwischen Beyşehir und Konya; im Hintergrund rechts erkennt man den Küçük Kızılören Han, ebenfalls vermutlich aus der seldschukischen Zeit.

Der Kızılören Hanı liegt in der Nähe des Dorfes Kızılören im Gebiet der Gemeinde Meram im gleichnamigen Landkreis, südlich der Nationalstraße D 330 zwischen Beyşehir und Konya. Man biegt von Konya kommend nach 39 km links in eine kleine unbefestigte Straße und erreicht nach 20 m den Han. Bei seiner Erbauung lag er an der historischen Via Sebastia von Isparta nach Konya. Der Han kann zurzeit (2020) nur von außen besichtigt werden. Der nächste Han Richtung Konya war der Altinapa Han (heute im Altinapa-Stausee liegend) nach dreizehn Kilometern und Richtung Beyşehir der Kuruçeşme Han, von dem die genaue Lage nicht mehr bekannt ist.

## Name
Der Han heißt heute so wie die nächstgelegene Siedlung Kızılören (früher auch: Kızılviran), die heute ungefähr 3,5 Kilometer entfernt liegt. Er ist regional auch unter den Namen Atlı Han, Kızılviran Hanı, Emir Kandemir Hanı (Name des Stifters), Hanönü, Yazıönü Hanı bekannt (fälschlicherweise auch Kuruçeşme Hanı in Verwechslung mit der entsprechenden Karawanserei 6 km östlich. Der Name Atlı Han stammt von der Nutzung des Gebäudes Anfang 2000 als Gaststätte und Reitanlage. Diese historische seldschukische Karawanserei diente längere Zeit als Pferdestall. Die Bezeichnung „Yazıönü Hanı“ bezieht sich vermutlich auf die Lage des Hans „vor der Ebene“ (Yazı önü).

## Geschichte
Der Bau erfolgte im Auftrag des Seldschukensultans Kai Chosrau I. (türkisch: I. Gıyaseddin Keyhüsrev); das Geld dafür stiftete Emir Kutluğ bin Muhammed von Antalya (auch: Emir Shah) oder auf Türkisch Emir Kandemir. Der Han wurde 1205 begonnen und im September 1206 fertiggestellt. Damit ist Kızılören Han einer der ältesten Seldschuken-Hane. Im Laufe der Jahrhunderte verlor der Han an Bedeutung und die Karawanserei verfiel allmählich. Da der Han abseits von Siedlungen lag, blieb ihm das Schicksal, als Steinbruch für andere Gebäude zu dienen (wie zum Beispiel beim Eğirdir-Han geschehen), erspart. Dass der Han schon Anfang des 20. Jahrhunderts eine Ruine war, beweisen Bilder von Gertrude Bell von 1907. Die Bewohner der Umgebung benutzten den Han als Notunterkunft und als Stall für ihre Tiere. Auch Rudolf Meyer Riefstahl bezeichnete 1930 den Han als Ruine.
Von April 2008 bis Juni 2009 wurde der Han zusammen mit dem Küçük Kızılören Hanı für umgerechnet eine Million Euro (Umrechnung auf Basis 2008) renoviert. Anschließend diente er der Gastronomie in Verbindung mit einer Pferderanch. Seit 2017 ist der Han geschlossen.

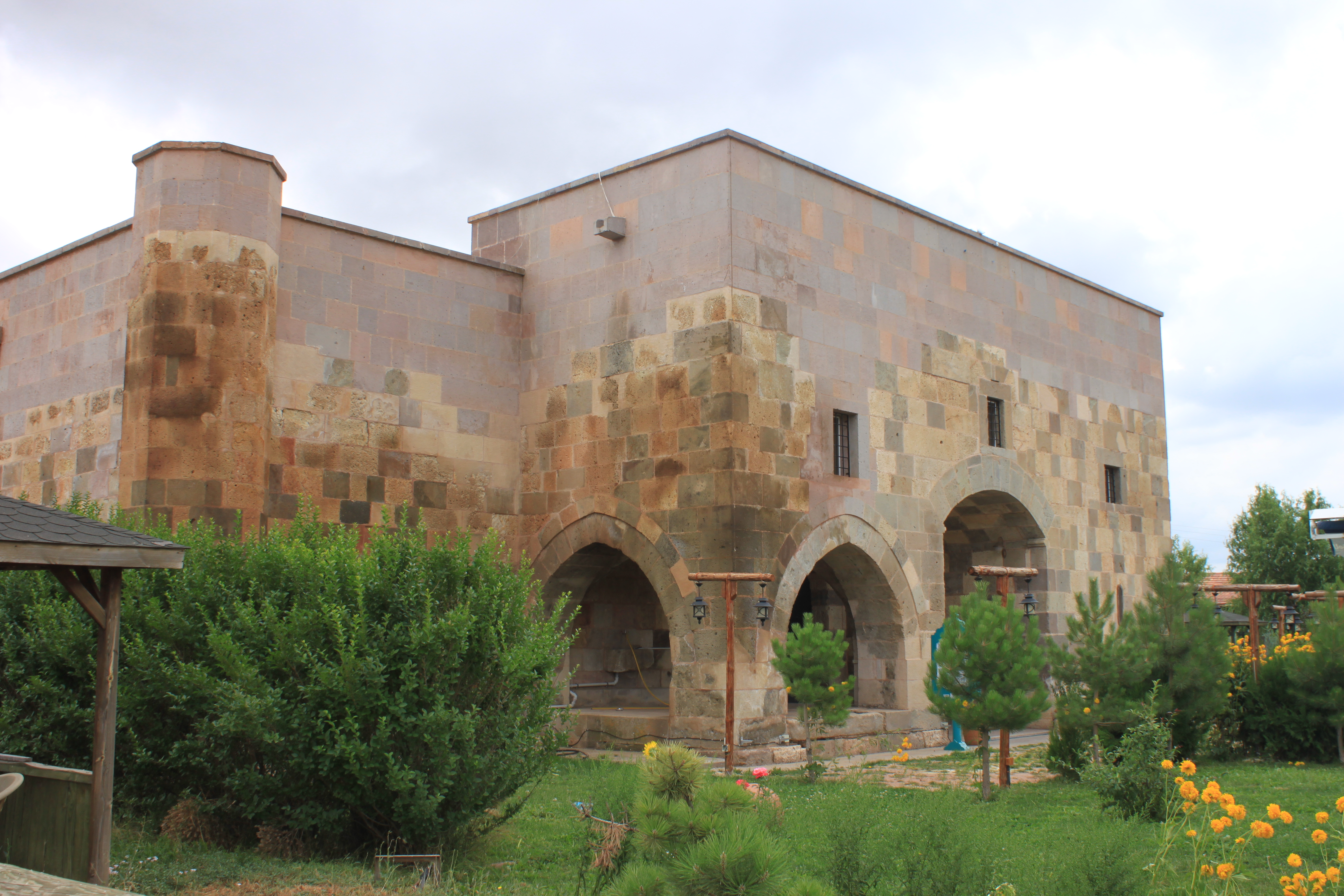
Kızılören Han; Tor von Südwest

## Architektur
Der Han besteht aus zwei miteinander verbundenen Bauwerken, dem „Sommerhof“ und dem „Wintersaal“. Die Karawanserei ist von Nordwest nach Südost ausgerichtet. Inmitten einer zweigeschossigen Eingangsfassade im Nordwesten befindet sich der Eingangs-Iwan. Er besteht aus einem 3,2 m breiten Tor, das rechts und links von zwei turmartigen Gebäuden flankiert ist. Der ganze Torbereich ist etwa fünfzehn Meter breit und fünf Meter tief. Im rechten Torbereich befindet sich eine Unterkunft für den Torwächter. Im oberen Stockwerk des Torbereichs liegen drei Räume, wobei der mittlere wohl als Schatzkammer und der linke als kleine Moschee (ca. 5 × 5 m) benutzt wurde, worauf Überreste einer Mihrāb (Gebetsnische) hindeuten. Die kleine Moschee (Masjid) im Obergeschoss ist über eine Steintreppe gleich links vom Eingangs-Iwan zu erreichen. Rechts vom Eingang liegen über eine weitere Treppe erschlossene Personalräume.
Dahinter liegt der „Sommerhof“, er ist ungefähr 45 Meter breit und 50 Meter lang. Er besteht aus einem 45 m langen und 20 m breiten Innenhof. Rechts und links liegen sich jeweils vier offene Nischen mit Tonnengewölben (sogenannte Iwane), die 2,6 m breit und 6,3 m tief sind, gegenüber. An ihrer Berührung mit der Winterhalle gibt es zwei weitere rechteckige Räume. Dahinter folgt der Wintersaal, ein dreischiffiges überdachtes Gebäude. Man betritt ihn durch eine leicht überstehende Kronentür. Dieser Saal ist 37,5 m breit und 45 m lang. Das erhöhte Mittelschiff ist mit 15 m breiter als die beiden Seitenschiffe mit jeweils 11 m. Gestützt wird die Konstruktion durch zwei Reihen von je fünf Säulen und ein Spitztonnengewölbe. Als Lichtquellen dienen schmale Schlitzfenster zwischen den Bögen an der Südseite.
Die Mauern bestehen aus zwei zugehauenen Kalksteinreihen, die in der Mitte mit Mörtel und Bruchsteinen, zum Teil Sedimentgestein, verfüllt wurden. In erster Linie wurden roter geschliffener Tuffstein aus den umliegenden Steinbrüchen sowie eine geringe Menge Spolien verbaut. In einigen Teilen der Wände werden Holzbalken und Kalkmörtel als Bindungen verwendet.

## Verzierung
Das Gebäude ist schlicht dekoriert, nur der Türsturz der Moschee zum Innenhof und um die Mihrab-Nische tragen geometrische Ornamente. Der Han enthält so gut wie keine Verzierungen aus der Seldschukenzeit, auch eine typische seldschukische Muqarnas-Verzierung fehlt. Der heute zu sehende Schmuck stammt größtenteils aus der Renovierung 2008.
Über dem Tor war eine weiße Marmortafel angebracht – interessanterweise an der Innenseite des Tores und nicht wie üblich an der Außenseite –, die in arabischer Naschī-Schrift den Namen des Bauherrn und das Datum verriet. Diese Tafel befand sich bis Mitte der 1980er Jahre noch im Han und wurde von Schatzräubern gestohlen. Es existiert nur noch eine Fotografie aus dem Jahr 1941. Das Originalfoto ist ebenfalls verloren gegangen. Die arabische Inschrift lautete: "Fi eyyamı Sultan al-Muazzam Şahinşah El a'zam sayyidu's selatini'l-Arab ve'l Acem Ebu'l-Haris Keyhüsrev ibni Kılıç Arslan Nasiruemiri'l Müminin Emere binahu el-Emir Kandemir Jahr-Sitesel Muhar" (übersetzt: "Erbaut während der Herrschaft des Großen Sultans, des Sultans der Araber und Perser, des Helden und des Stellvertreters des Befehlshabers der Gläubigen, Kılıçarslan bin Keyhüsrev. Emir Kandemir hat den Bau dieses Hans im Monat Muharram angeordnet im Jahre 603".)
Die Mihrāb in Form einer großen Jakobsmuschel aus der Seldschuken-Zeit wurde von Schatzräubern zu Beginn des 20. Jahrhunderts herausgeschlagen und ist verschollen. Heute ist an der Stelle eine neue Kopie.
Beim Bau wurden nur sehr wenige Spolien verwendet, so zum Beispiel im Innenhof.

## Besonderheiten
In dreihundert Meter Entfernung befindet sich ein weiterer kleiner Seldschuken-Han, der Küçük Kızılören Hanı. Warum hier zwei Karawansereien fast nebeneinander gebaut wurden, ist bis heute unklar. Auffällig ist auch die Anzahl der Hane auf der Strecke von Konya nach Isparta. Während sonst meist eine Tagesreise zwischen den Häusern liegt, waren hier viele Hane, die nur zwischen acht und zwanzig Kilometer auseinander liegen.

## Fotogalerie

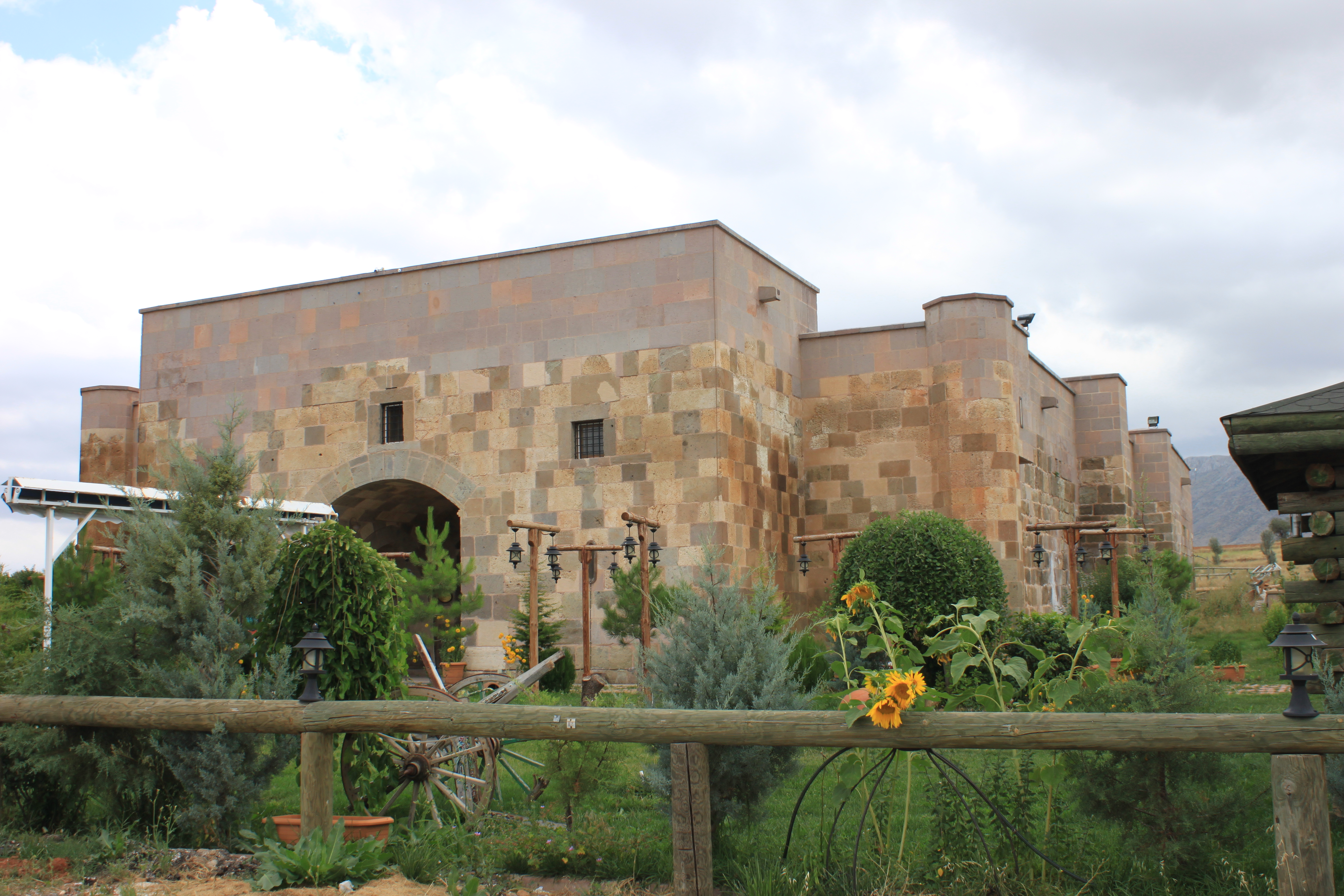
Kızılören Han von Südost
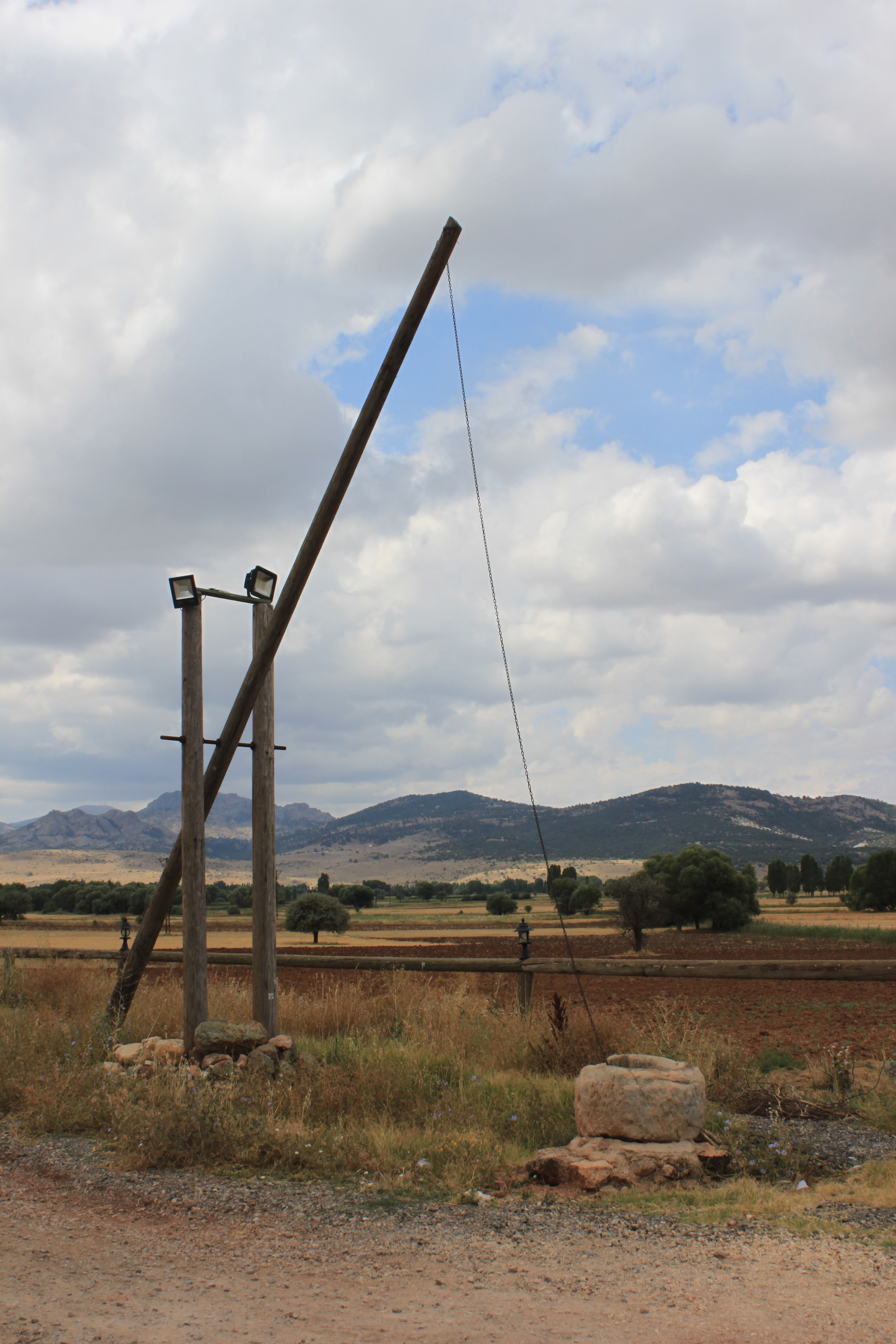
Seldschukische Zisterne vor dem Han
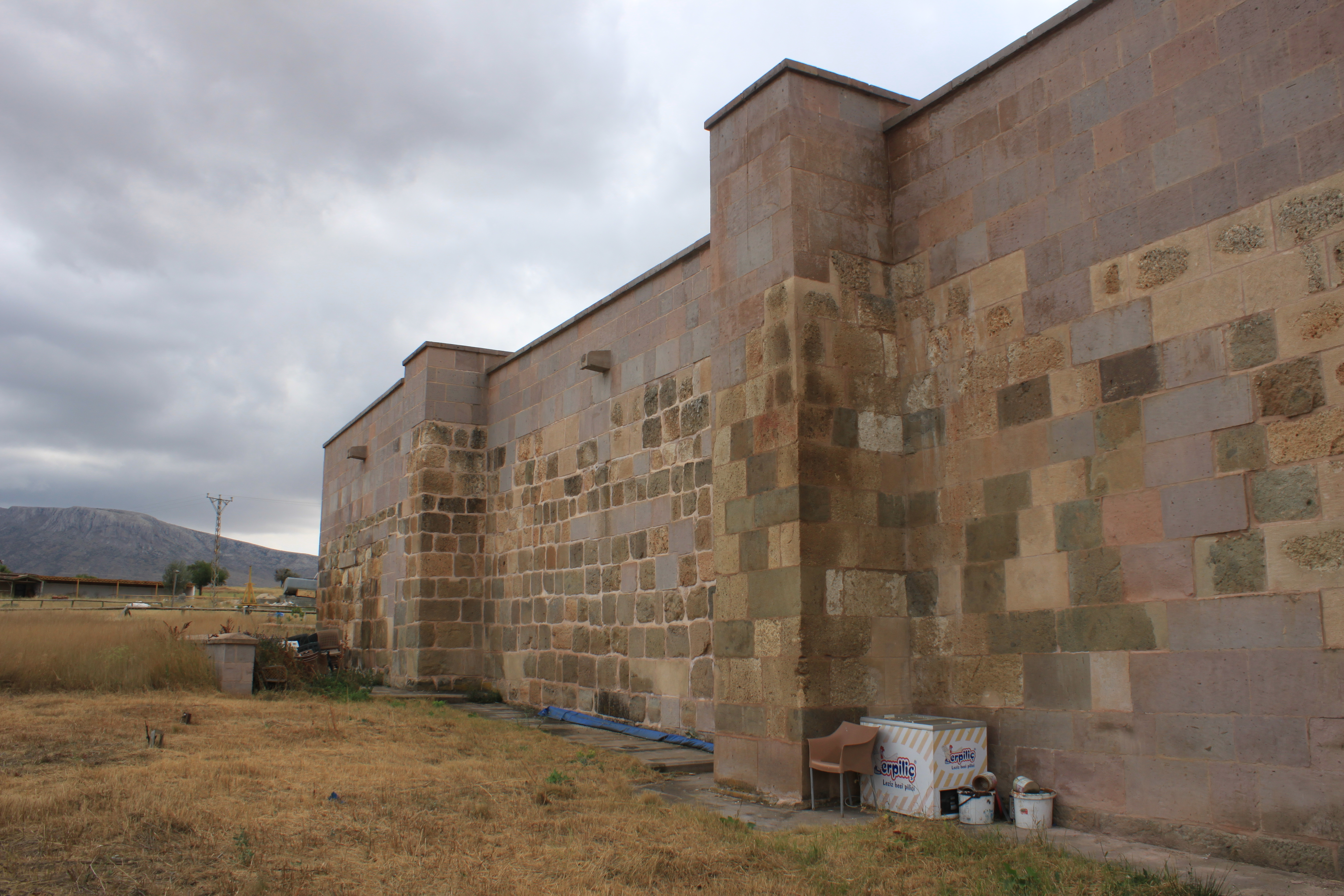
Kızılören Han, Südmauer
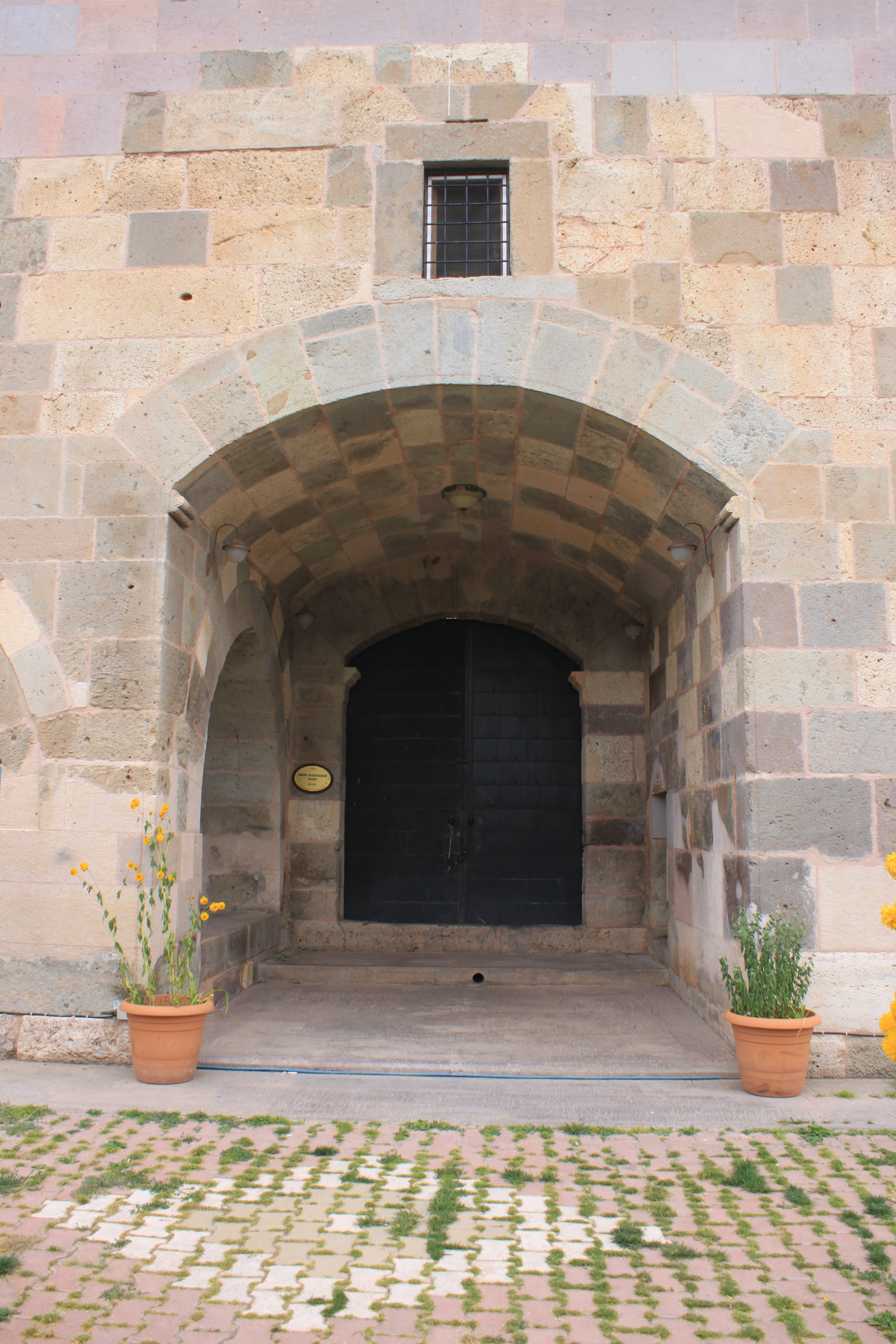
Kızılören Han; Eingangsbereich
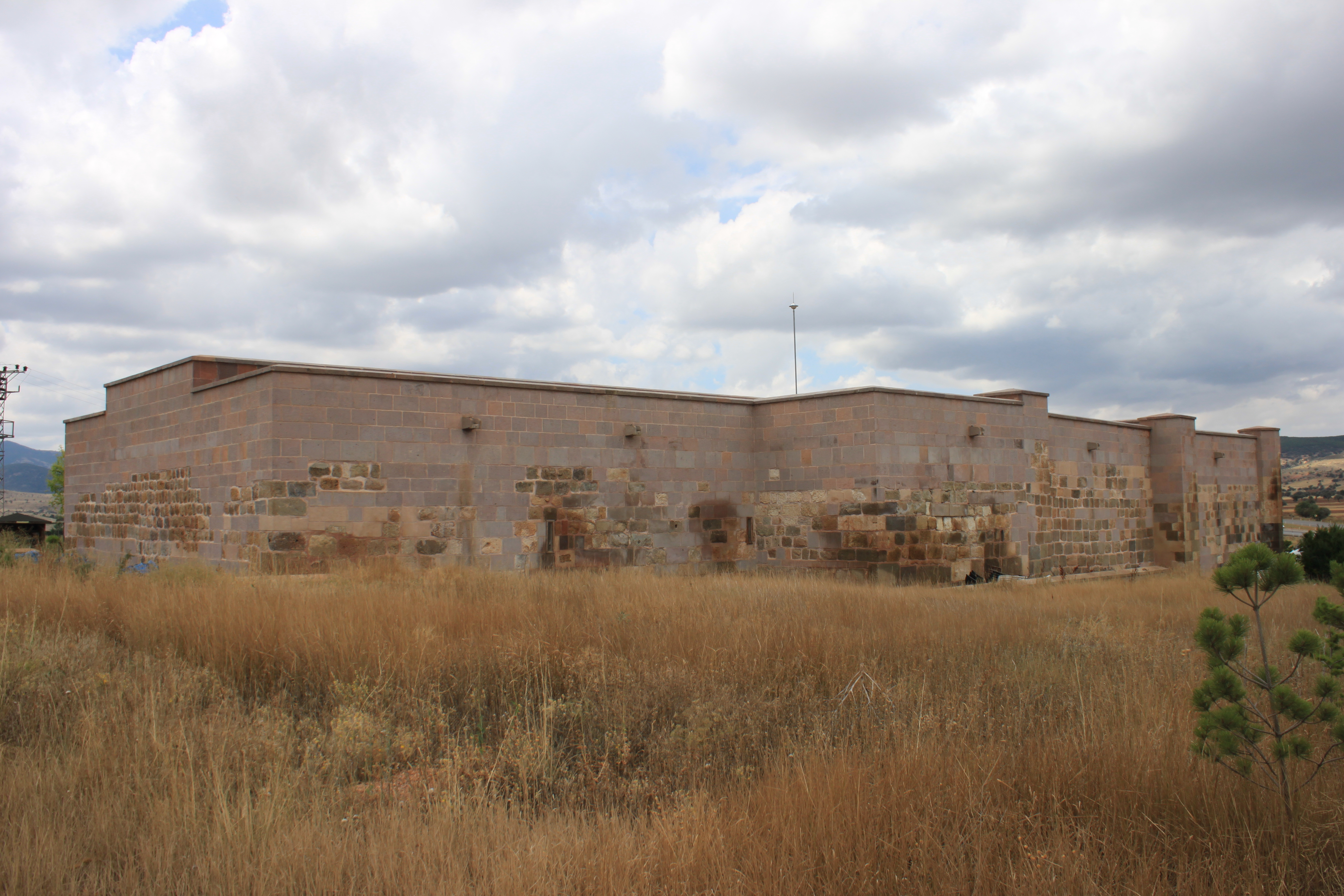
Kızılören Han; Südseite
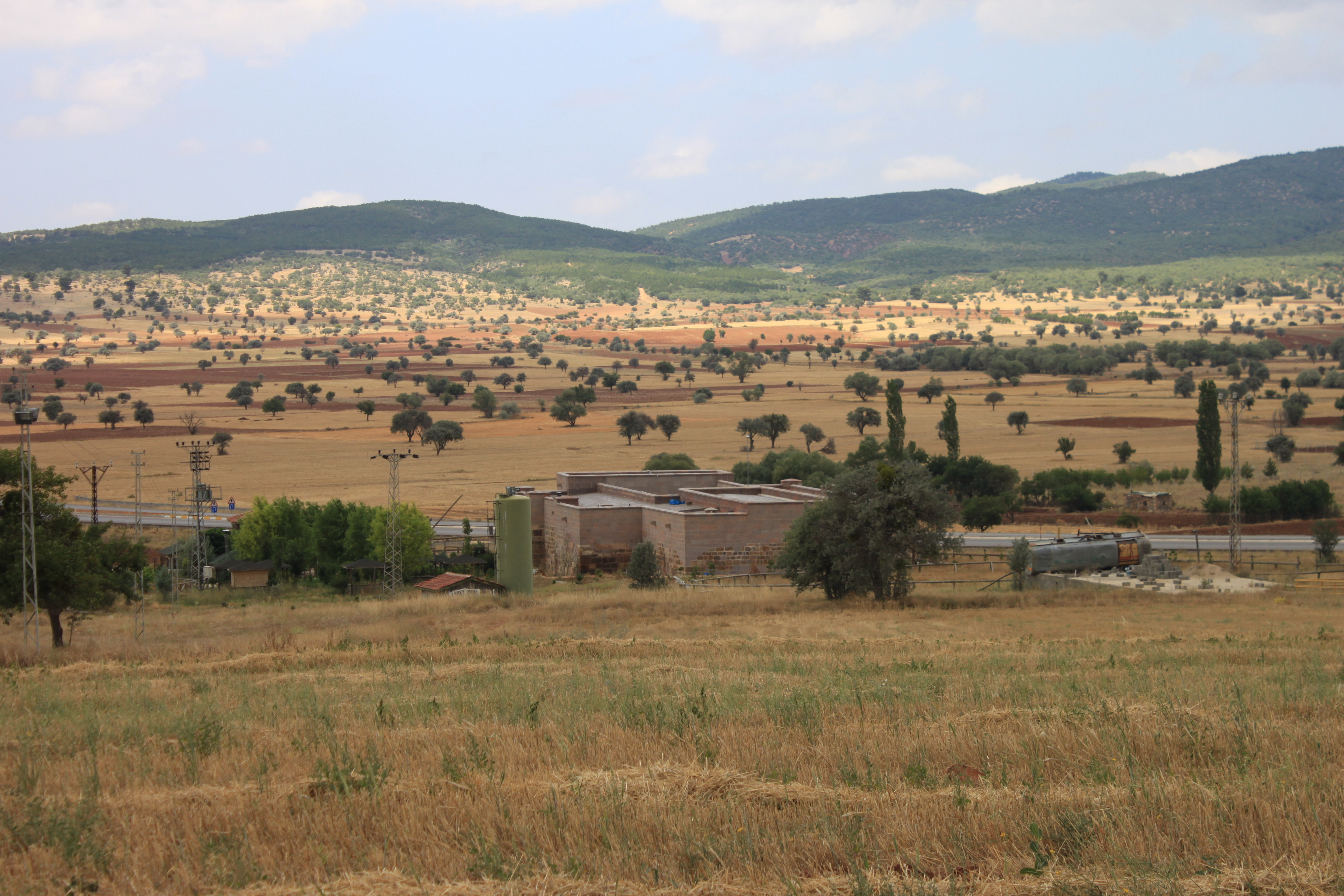
Blick vom Kızılören Küçük Han zum Kızılören Han